# Wuling Motors

Liuzhou Wuling Automobile Industry Co., Ltd. (веде бізнес як Wuling Motors; спрощ.: 五菱汽车; піньїнь: Wǔlíng Qìchē; літ.: 'П'ять діамантів Motors') — китайський виробник автомобілів, офіційно створений як спільне підприємство Liuzhou Wuling Motors Co., Ltd. (скорочено «Wuling Group») і Wuling Automobile Group Holdings Ltd. 
Виробляють двигуни та спецтехніку, а саме міні-електромобілі, тягачі, вантажівки та автобуси, автозапчастини.
Компанія також керує спільним підприємством із SAIC і General Motors під назвою SAIC-GM-Wuling (SGMW).

## Історія
Мікровени Wuling виробляються з 1982 року. У 1986 році компанія-попередник Wuling, Liuzhou Automotive Industry Corporation, досягла угоди з Mitsubishi Motors щодо складання L100 типу Mitsubishi Minicab. Цей маленький фургон продавався як Liuzhou Wuling LZ110.
Перші Wulings для експорту були відправлені до Таїланду в 1992 році.
У 2001 році "SAIC Wuling Automobile Co. Ltd." було засновано SAIC-GM-Wuling у 2002 році, спільне підприємство з SAIC Motor і General Motors.

## Продукти
- Вейвей
- V2
- М100
- S100
- Q490

### Галерея

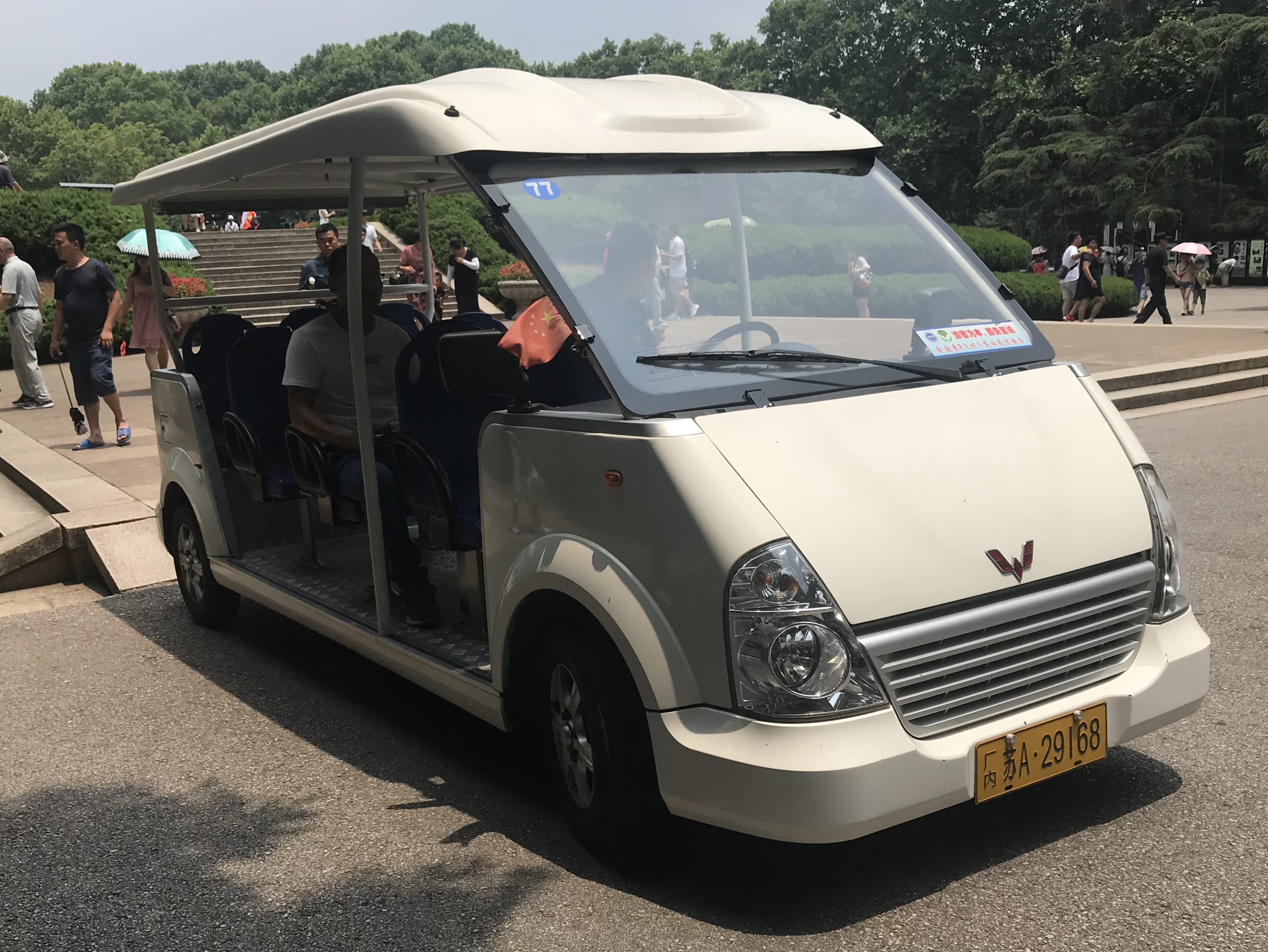
Човник Weiwei
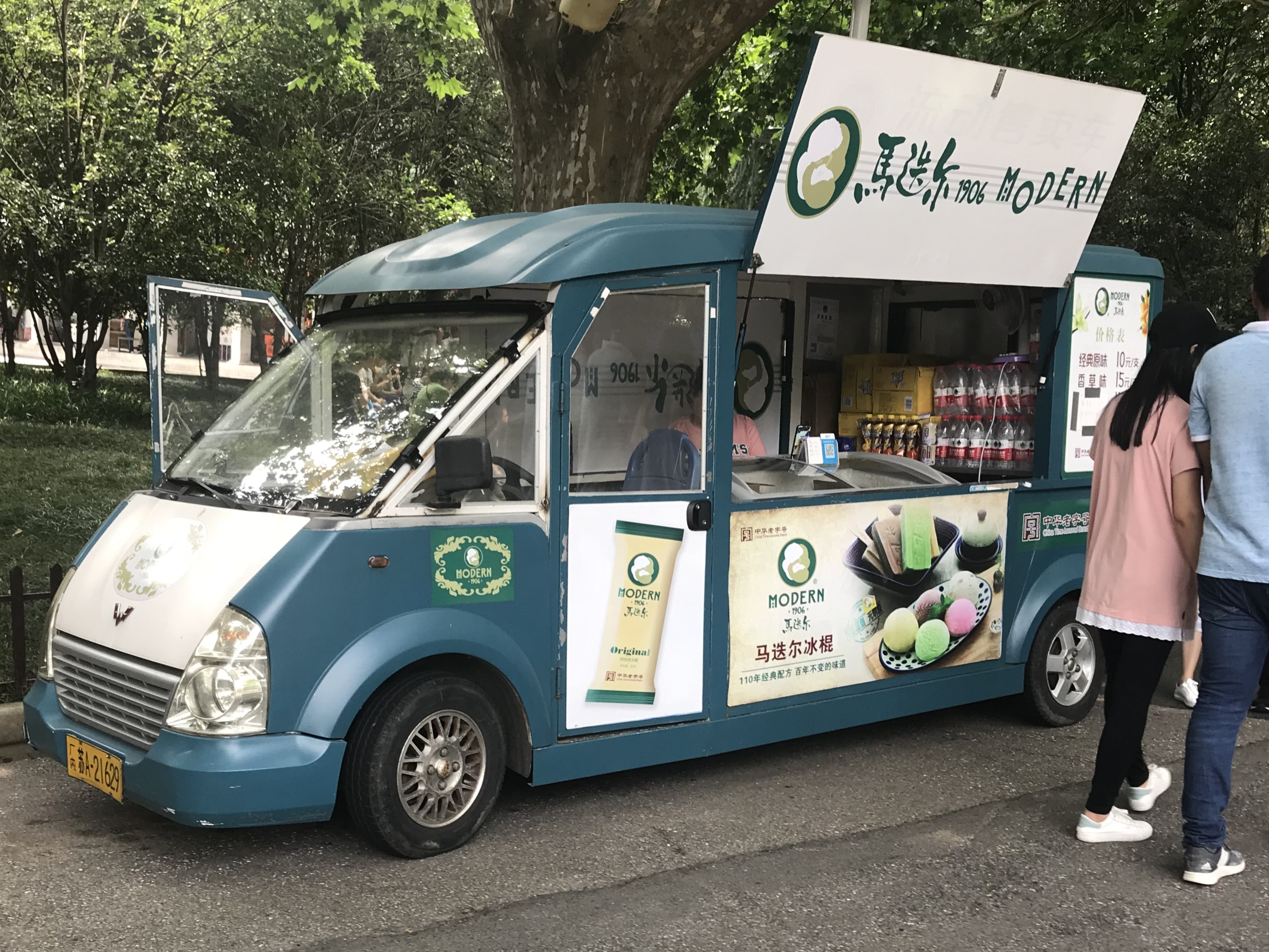
Фуд-вантажівка Weiwei
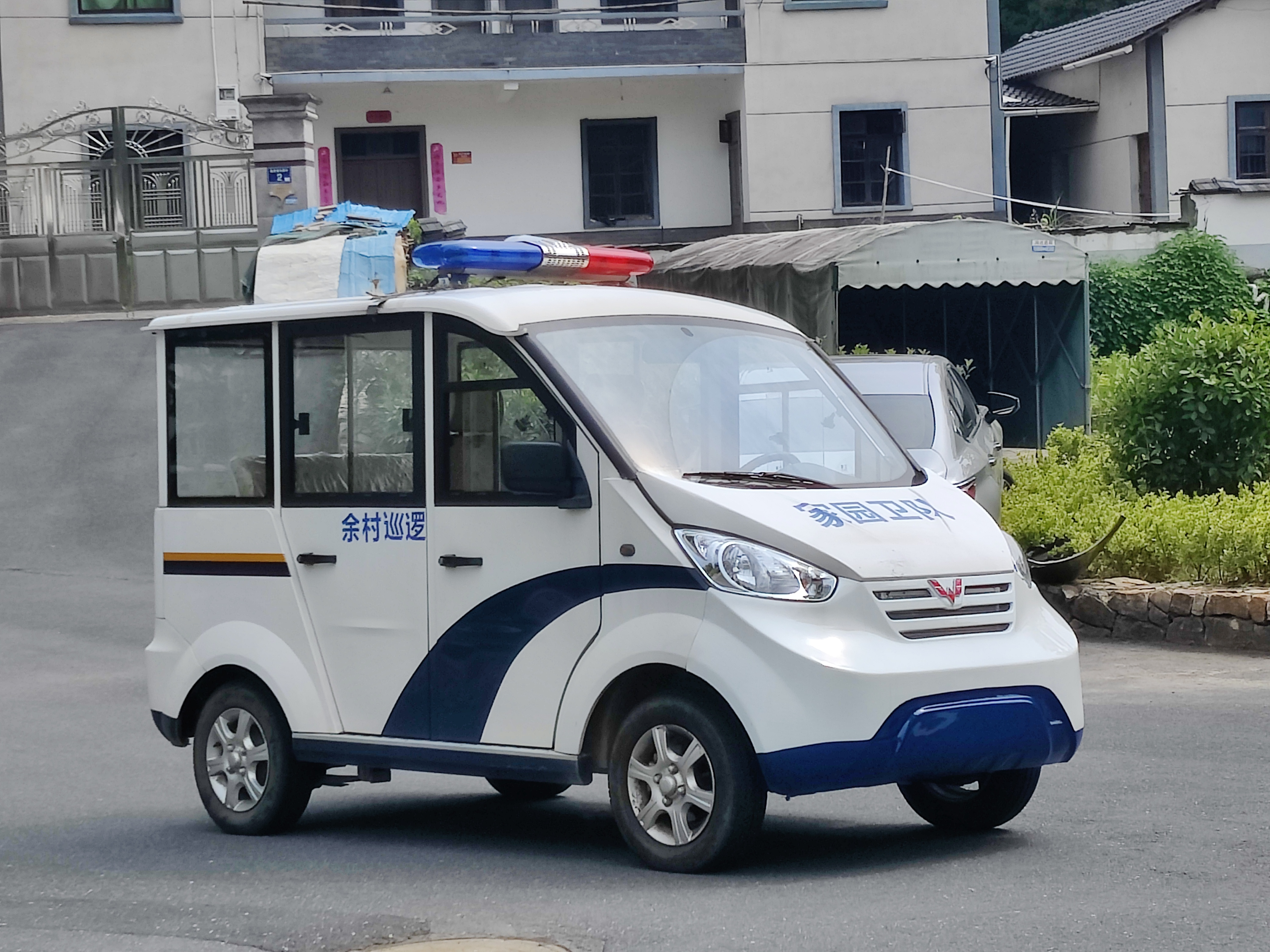
Патрульна машина M100
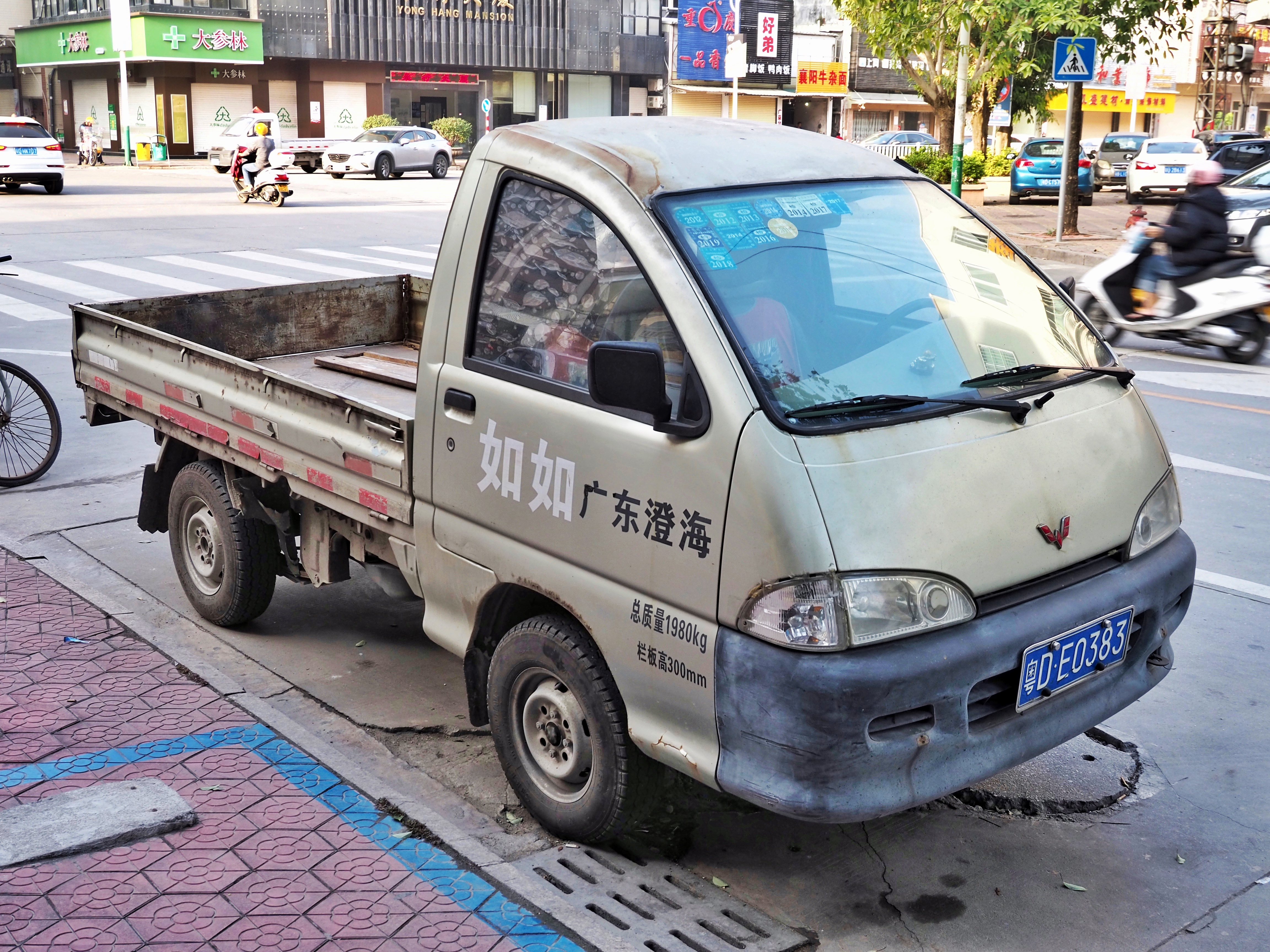
LZW6370
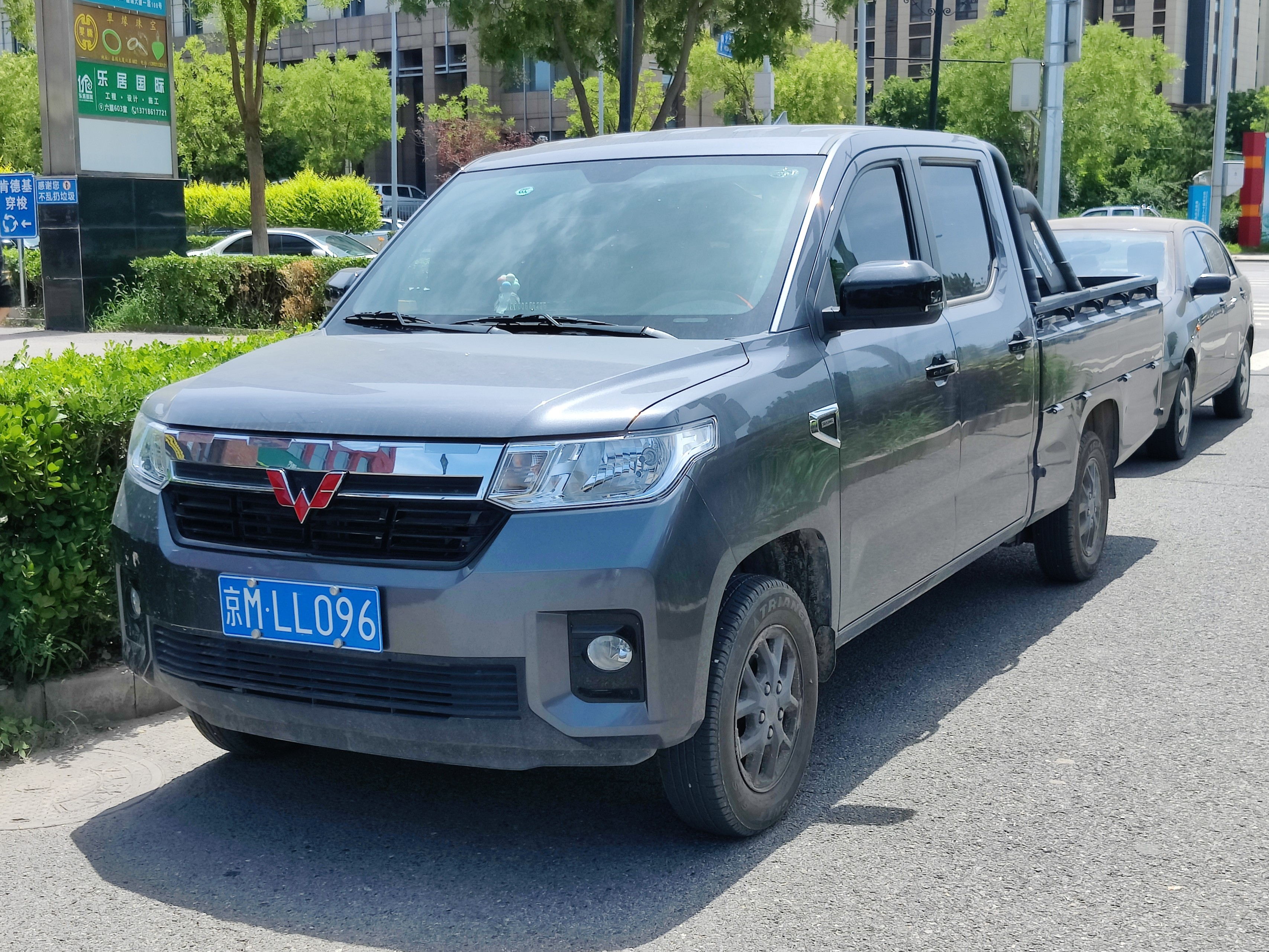
Чженту
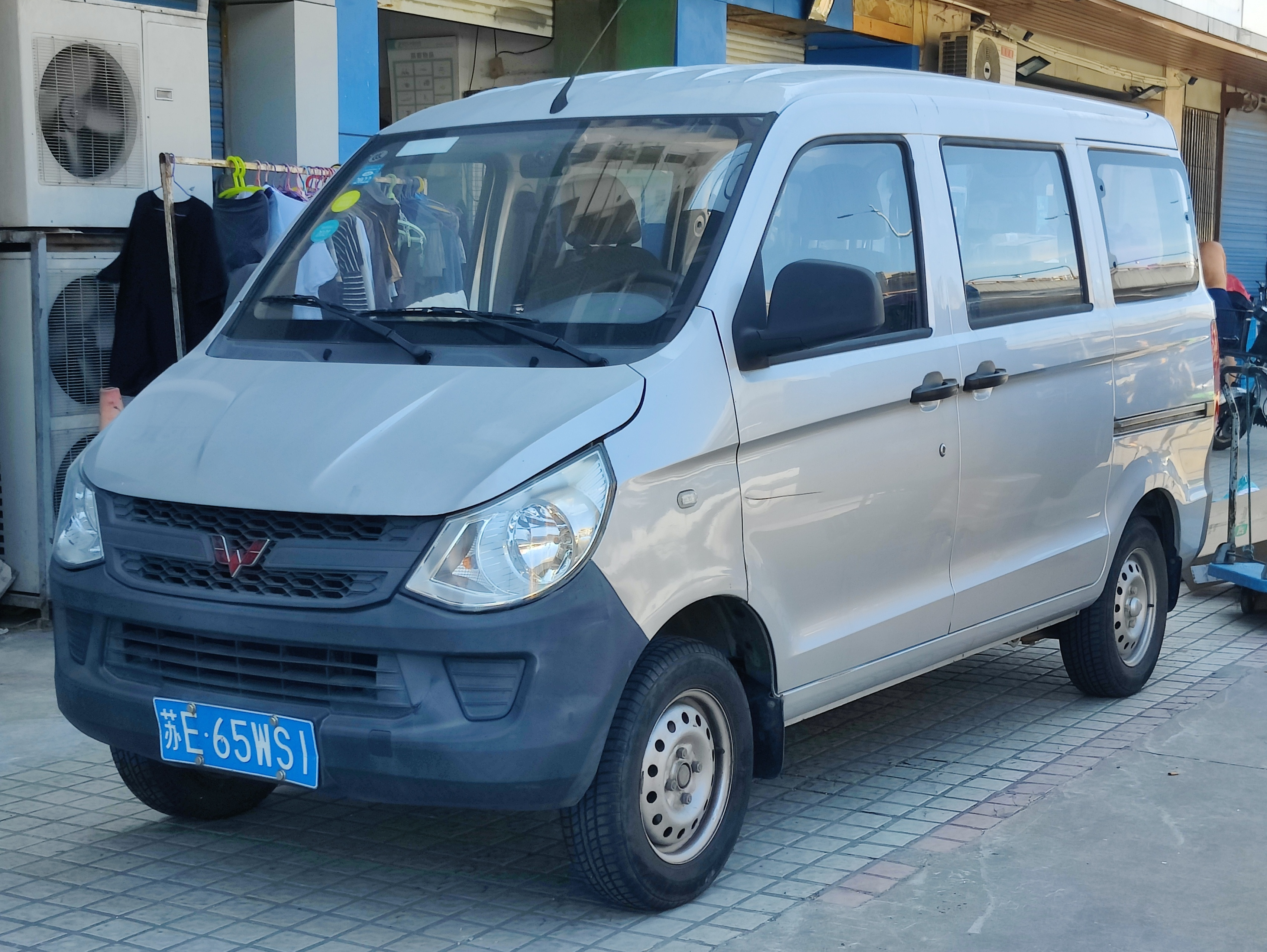
Сонечко
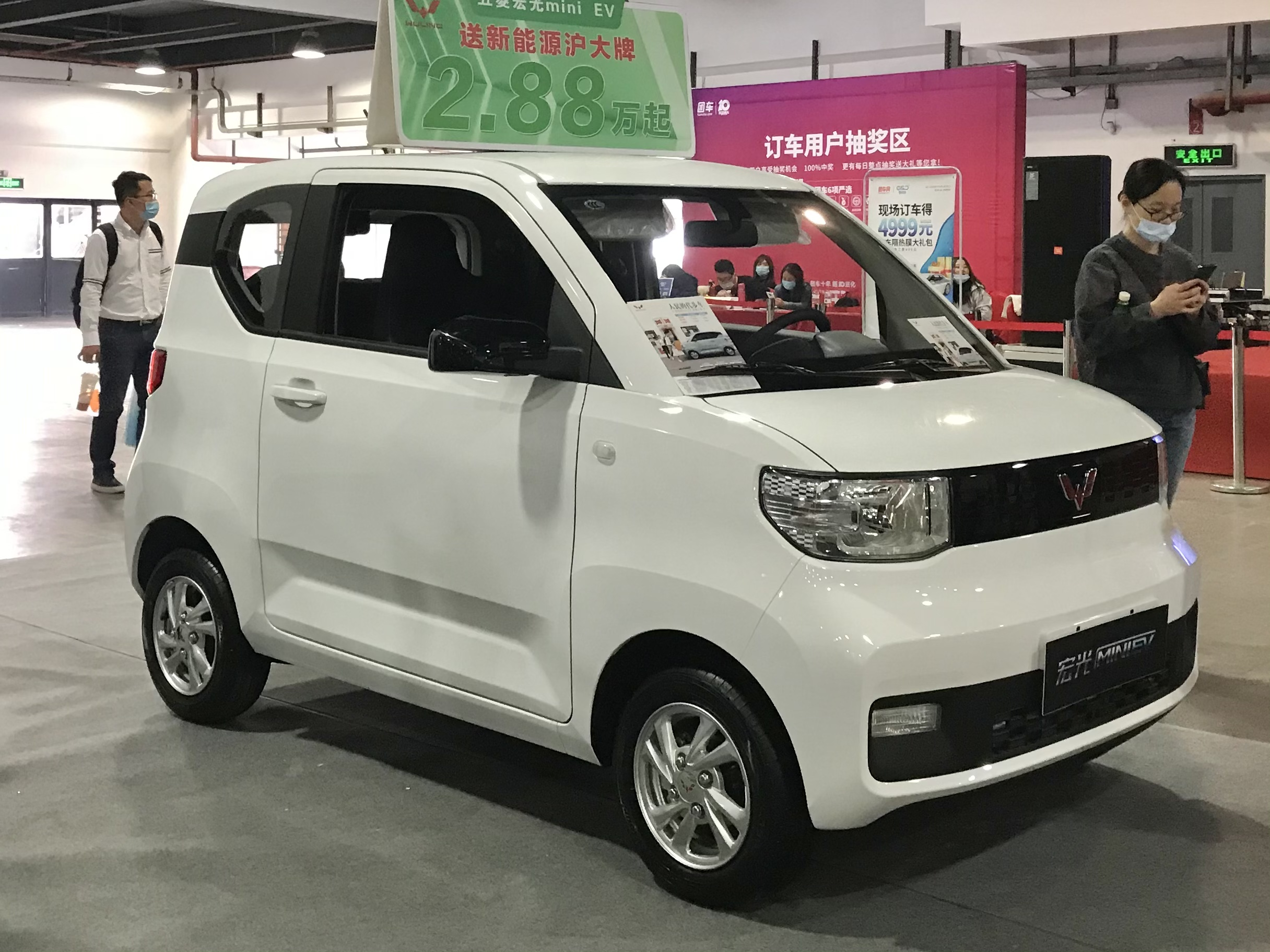
Hongguang Mini
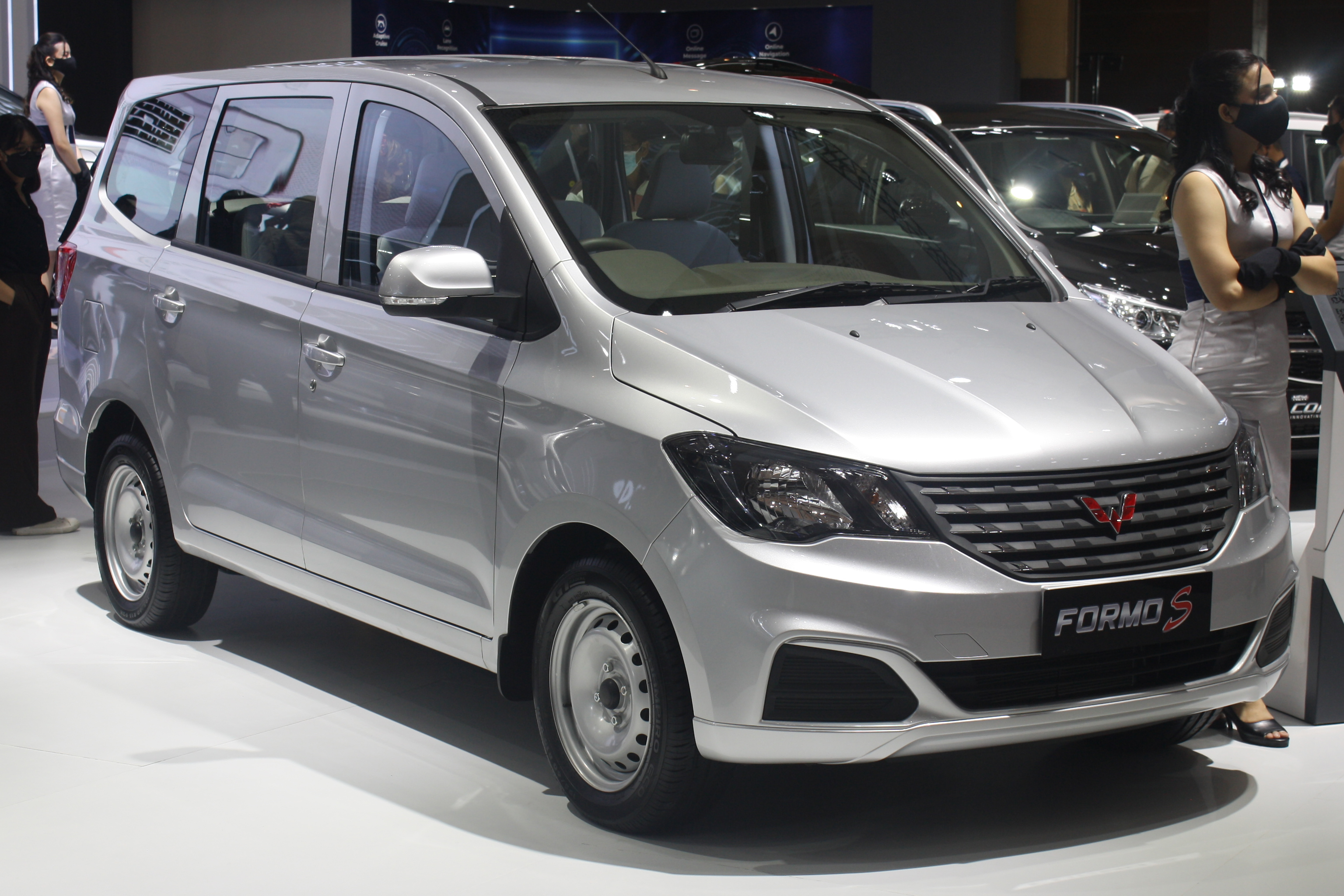
Formo
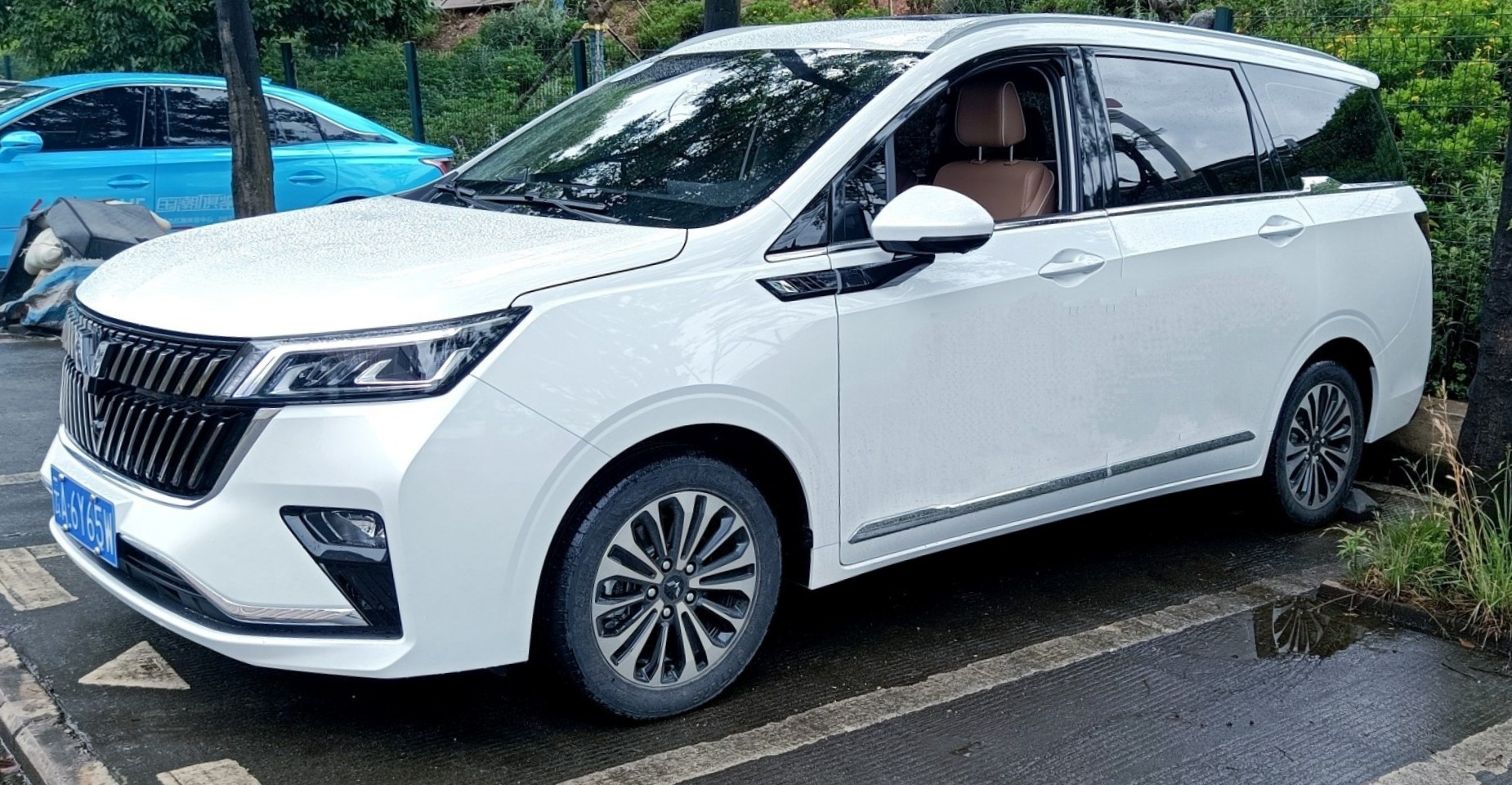
Цзячен
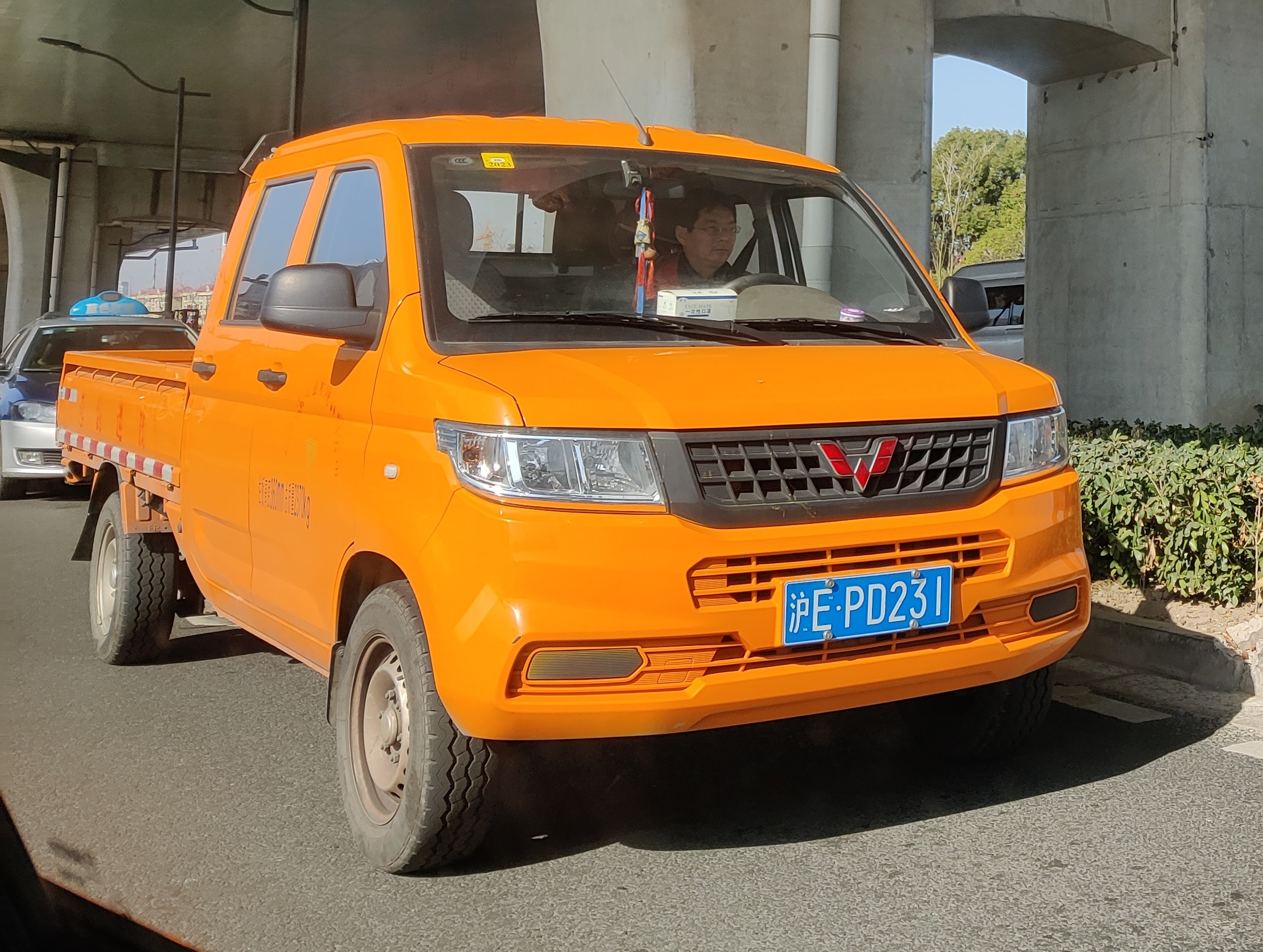
Rongguang
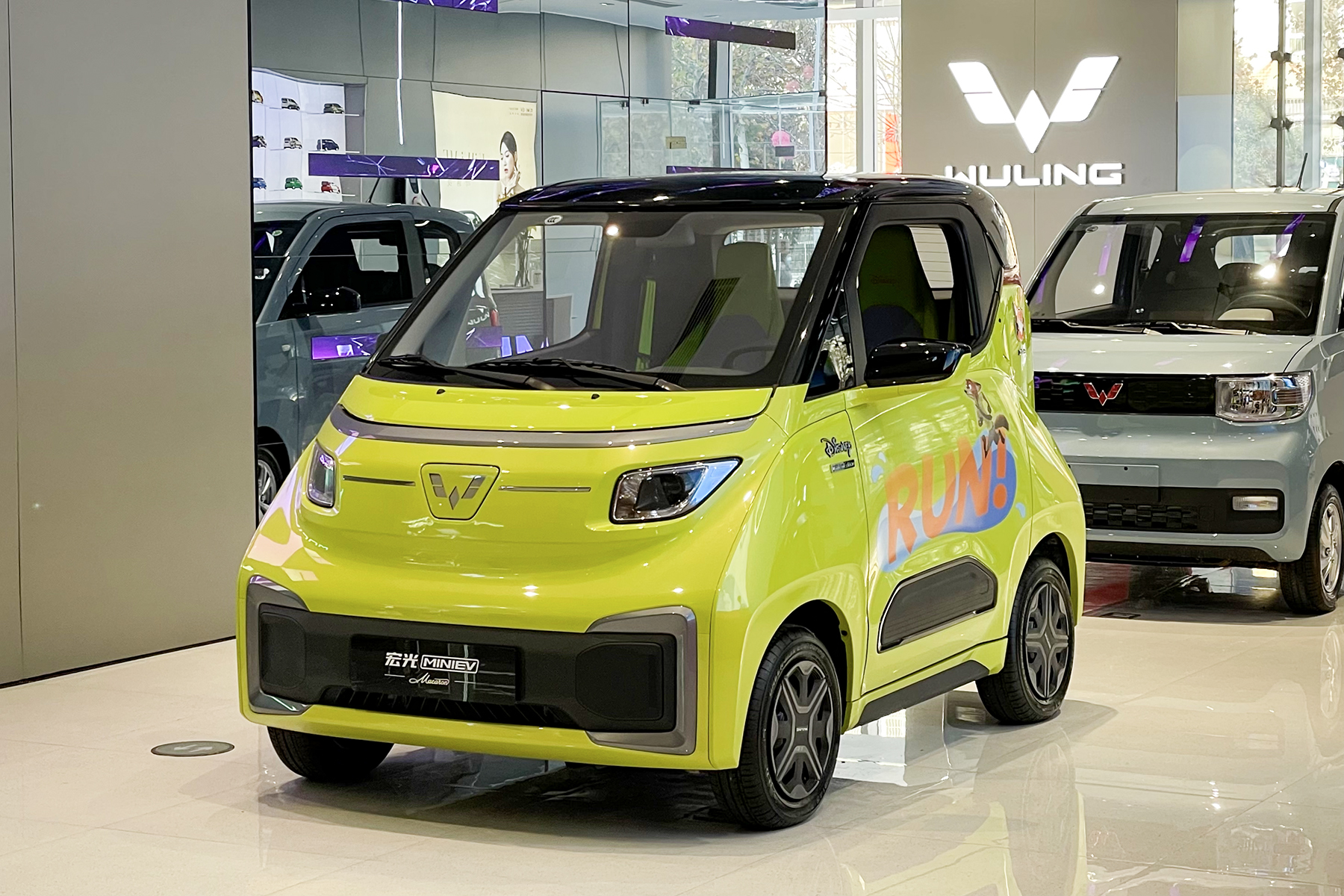
Nano EV

## Дочірні та спільні підприємства
- Liuzhou Wuling Motors United Development Co. Ltd.
- Liuzhou Wuling Special-purpose Vehicle Manufacturing Co. Ltd.
- Liuzhou Wuling Liuji Power Co. Ltd.
- Wuling Engine, підрозділ Wuling Automobile, який виробляє двигуни Wuling для малих автомобілів і мотоциклів. Деякі з них співпрацюють із такими компаніями, як Delphi.<ref>{{cite web |url=http

1. ↑  https://www.hkex.com.hk/eng/invest/company/profile_page_e.asp?WidCoID=0305&WidCoAbbName=&Month=&langcode=e
2. 1 2  Профіль компанії [Архівовано 2014-02-19 у Wayback Machine.] на веб-сайті Wuling Motors, 21 вересня 2020 р.
3. 1 2  五菱英文版 [Експортний бізнес: короткий вступ] (ж) . 2013. Архів оригіналу за 17 жовтня 2012. З того часу, як перший автомобіль WULING було експортовано до Таїланду в 1992 році, автомобіль WULING експортувався до більш ніж 40 країн і регіонів, таких як Центральна та Південна Америка, Близький Схід, Африка та Південно-Східна Азія. {{cite web}}: Проігноровано невідомий параметр |робота= (довідка) [Архівовано 2012-10-17 у Wayback Machine.]
4. ↑  Mitsubishi збиратиме фургони та вантажівки в Китаї. Nihon Keizai Shimbun. Tokyo: 12. 1 березня 1986.
5. ↑  Wuling Motors - Процес розробки. wulingauto.com.cn. 2013. Архів оригіналу за 27 вересня 2013. Процитовано 7 жовтня 2013. [Архівовано 2013-09-27 у Wayback Machine.]